# 대청초등학교 (인천)
대청초등학교는 대한민국 인천광역시 옹진군에 있는 공립 초등학교이다.

## 학교 연혁
- 1932. 05. 01 대청공립보통학교 개교
- 1950. 06. 01 대청초등학교로 교명 변경
- 1981. 03. 10 대청초등학교 병설유치원 개원
- 1993. 02. 28 사탄분교 본교와 통합
- 1996. 03. 01 선진포교 본교와 통합
- 1997. 03. 01 소청분교 본교와 통합
- 1999. 03. 01 대청초, 중, 고등학교 통합
- 2011. 03. 19 인천광역시소년체육대회 씨름대회 역사급 우승
- 2011. 03. 01 6(1)학급 편성
- 2011. 09. 01 제33대 양낙수 교장선생님 취임
- 2011. 10. 21 대청초등학교 개축식 및 체육대회
- 2012. 02. 10 제30회 병설유치원 졸업
- 2012. 02. 10 제79회 초등학교 졸업
- 2012. 03. 02 6(2)학급 편성
- 2012. 09. 01 학교스포츠클럽 탁구부 교육장배 우승
- 2012. 12. 03 2012 학교평가‘우수학교’ 표창
- 2012. 12. 03 국가수준학업성취도평가 우수학력 향상교 표창
- 2013. 02. 06 제31회 병설유치원 졸업
- 2013. 02. 06 제80회 초등학교 졸업
- 2013. 03. 01 제34대 송용배 교장선생님 취임
- 2013. 03. 01 대청유･초･중고등학교 교장(원장) 송용배 취임
- 2013. 03. 02 6(2)학급 편성
- 2013. 06. 01 다목적실 벽화 조성
- 2013. 12. 04 아라갤러리 개관 및 복도환경 개선
- 2014. 02. 11 제82회 졸업장 수여(졸업생 8명, 총 1,798명)
- 2014. 04. 29 7(2)학급 편성
- 2014. 09. 01 제35대 김정석 교장선생님 취임
- 2025. 03. 01 대청초등학교 소청분교장 통폐합

## 참고 자료
- 대청초등학교 - 한국교육학술정보원 학교알리미